# Куп Мађарске у фудбалу 1979/80.
Куп Мађарске у фудбалу 1979/80. (мађ. 1979–1980-as magyar labdarúgókupa) је било 40. издање серије, на којој је екипа ФК Диошђер ВТК тријумфовала по 2. пут.

## Четвртфинале[2]
| Тим #1          | Резултат             | Тим #2               |
| --------------- | -------------------- | -------------------- |
| 16. април 1980. |                      |                      |
| ФК Вашаш        | 5 : 0                | АК Ђенђеш            |
| 16. април 1980. |                      |                      |
| ФК Диошђер ВТК  | 2 : 0                | Илеји ут             |
| 16. април 1980. |                      |                      |
| ФК Шабарија     | 0 : 0 (1 : 0) п.с.н. | ФК Њиређхаза Спартак |
| 16. април 1980. |                      |                      |
| ФК Комло Бањас  | 2 : 0                | ФК Шалготарјан       |

## Полуфинале
| Тим #1          | Резултат | Тим #2         |
| --------------- | -------- | -------------- |
| 23. април 1980. |          |                |
| ФК Диошђер ВТК  | 2 : 1    | ФК Комло Бањас |
| 23. април 1980. |          |                |
| ФК Вашаш        | 1 : 0    | ФК Шабарија    |

## Финале
| ФК Диошђер ВТК                                          | 3 : 1    | ФК Вашаш      |
| ------------------------------------------------------- | -------- | ------------- |
| Ласло Куташи 41’ · Ласло Фекете 54’ · Иштван Салаји 84’ | Извештај | Ласло Киш 82’ |